# 9-й армійський корпус (Третій Рейх)
9-й армі́йський ко́рпус (нім. IX. Armeekorps) — армійський корпус Вермахту за часів Другої світової війни.

## Історія
IX-й армійський корпус сформований 1 жовтня 1934 у 9-му військовому окрузі (нім. Wehrkreis IX) в Касселі.

## Райони бойових дій
- Німеччина (Західний Вал) (вересень 1939 — травень 1940);
- Бельгія (травень — червень 1940);
- Франція (червень — серпень 1940);
- Польща (вересень 1940 — червень 1941);
- СРСР (центральний напрямок) (червень 1941 — грудень 1944);
- Східна Пруссія (січень — травень 1945).

## Командування

### Командири
- генерал артилерії Фрідріх Долльман (нім. Friedrich Dollmann) (1 жовтня 1934 — 25 серпня 1939);
- генерал від інфантерії Герман Геєр (нім. Hermann Geyer) (25 серпня 1939 — 31 грудня 1941);
- генерал від інфантерії Ганс Шмідт (нім. Hans Schmidt) (1 січня 1942 — 15 жовтня 1943);
- генерал від інфантерії Еріх-Генріх Клосснер (нім. Heinrich Clößner) (15 жовтня — 3 грудня 1943);
- генерал артилерії Рольф Вутманн (нім. Rolf Wuthmann) (3 грудня 1943 — 20 квітня 1945);
- генерал-лейтенант, доктор Герман Гон (нім. Hermann Hohn) (20 квітня — 8 травня 1945).

## Бойовий склад 9-го армійського корпусу
Формування управління, забезпечення та підтримки
- 15-те артилерійське командування (Arko 15), з 1940 - «Arko 139»,
- 409-те управління корпусного постачання (Korps-Nachschubtruppen 409);
- 49-й корпусний батальйон зв'язку (Korps-Nachrichten-Abteilung 49);
- 409-й моторизований топографічний відділ корпусу (Korps Kartenstelle 409);
- 409-й взвод фельджандармерії (Feld-Gendarmerie-Trupp 409).

- 78-ма дивізія Ландверу (78. Landwehr-Division);
- 9-та піхотна дивізія (9. Infanterie-Division);
- 15-та піхотна дивізія (15. Infanterie-Division);
- 45-та піхотна дивізія (45. Infanterie-Division).

- 9-та піхотна дивізія;
- 15-та піхотна дивізія.

- 25-та піхотна дивізія (25. Infanterie-Division);
- 33-тя піхотна дивізія (33. Infanterie-Division);
- 71-ша піхотна дивізія (71. Infanterie-Division).

- 94-та піхотна дивізія (94. Infanterie-Division);
- 98-ма піхотна дивізія (98. Infanterie-Division).

- 30-та піхотна дивізія (30. Infanterie-Division);
- 56-та піхотна дивізія (56. Infanterie-Division);
- 216-та піхотна дивізія (216. Infanterie-Division).

- 19-та піхотна дивізія (19. Infanterie-Division);
- 30-та піхотна дивізія;
- 56-та піхотна дивізія.

- 56-та піхотна дивізія;
- 262-га піхотна дивізія (262. Infanterie-Division);
- 299-та піхотна дивізія (299. Infanterie-Division).

- 14-та танкова дивізія (14. Panzer-Division);
- 56-та піхотна дивізія;
- 255-та піхотна дивізія (255. Infanterie-Division);
- 262-га піхотна дивізія (262. Infanterie-Division);
- 296-та піхотна дивізія (296. Infanterie-Division);
- 299-та піхотна дивізія (299. Infanterie-Division).

- 137-ма піхотна дивізія (137. Infanterie-Division);
- 263-тя піхотна дивізія (263. Infanterie-Division);
- 292-га піхотна дивізія (292. Infanterie-Division).

- 15-та піхотна дивізія;
- 137-ма піхотна дивізія;
- третина 263-ї піхотної дивізії.

- 137-ма піхотна дивізія;
- 183-тя піхотна дивізія (183. Infanterie-Division);
- 263-тя піхотна дивізія;
- 292-га піхотна дивізія.

- 20-та танкова дивізія (20. Panzer-Division);
- 78-ма піхотна дивізія (78. Infanterie-Division);
- 87-ма піхотна дивізія (87. Infanterie-Division);
- 252-га піхотна дивізія (252. Infanterie-Division);
- 267-ма піхотна дивізія (267. Infanterie-Division).

- 20-та танкова дивізія;
- 78-ма піхотна дивізія;
- 87-ма піхотна дивізія;
- 252-га піхотна дивізія.

- 35-та піхотна дивізія (35. Infanterie-Division);
- 78-ма піхотна дивізія;
- 87-ма піхотна дивізія;
- 197-ма піхотна дивізія (197. Infanterie-Division);
- 252-га піхотна дивізія.

- 7-ма піхотна дивізія (7. Infanterie-Division);
- 35-та піхотна дивізія;
- 78-ма піхотна дивізія;
- 87-ма піхотна дивізія;
- 252-га піхотна дивізія.

- 7-ма піхотна дивізія;
- 35-та піхотна дивізія;
- 78-ма піхотна дивізія;
- 252-га піхотна дивізія.

- 7-ма піхотна дивізія;
- 35-та піхотна дивізія;
- 252-га піхотна дивізія.

- 7-ма піхотна дивізія;
- 35-та піхотна дивізія;
- 98-ма піхотна дивізія;
- 252-га піхотна дивізія;
- 258-ма піхотна дивізія (258. Infanterie-Division);
- 292-га піхотна дивізія.

- 7-ма піхотна дивізія;
- 35-та піхотна дивізія;
- 252-га піхотна дивізія;
- 258-ма піхотна дивізія;
- 292-га піхотна дивізія.

- 7-ма піхотна дивізія;
- 35-та піхотна дивізія;
- 78-ма піхотна дивізія;
- 87-ма піхотна дивізія;
- 197-ма піхотна дивізія;
- 252-га піхотна дивізія;
- 1/3 2558-ї піхотної дивізії (1/3 der 255. Infanterie-Division).

- 35-та піхотна дивізія;
- 252-га піхотна дивізія;
- 342-га піхотна дивізія (342. Infanterie-Division).

- 20-та танкова дивізія;
- 87-ма піхотна дивізія;
- 129-та піхотна дивізія (129. Infanterie-Division);
- 252-га піхотна дивізія;
- 6-та авіапольова дивізія (6. Luftwaffen-Feld-Division);
- частина 2-ї авіапольової дивізії (2. Luftwaffen-Feld-Division);

- бойова група 20-ї танкової дивізії;
- 5-та єгерська дивізія (5. Jäger-Division);
- 252-га піхотна дивізія.

- Корпусна група «D» (Korps-Abteilung D);
- 252-га піхотна дивізія.

- Корпусна група «D»;
- 201-ша дивізія охорони (201. Sicherungs-Division);
- 252-га піхотна дивізія.

- Корпусна група «D»;
- 95-та піхотна дивізія (95. Infanterie-Division);
- 252-га піхотна дивізія.

- Корпусна група «H» (Korps-Abteilung H);
- 69-та піхотна дивізія (69. Infanterie-Division);
- 212-та піхотна дивізія (212. Infanterie-Division);
- 252-га піхотна дивізія.

- 58-ма піхотна дивізія (58. Infanterie-Division);
- 93-тя піхотна дивізія (93. Infanterie-Division);
- 95-та піхотна дивізія (95. Infanterie-Division);
- 286-та піхотна дивізія (286. Infanterie-Division);
- 548-ма фольксгренадерська дивізія (548. Volks-Grenadier-Division);
- 551-ша фольксгренадерська дивізія (551. Volks-Grenadier-Division);
- 607-ма фортечна дивізія особливого призначення «Піллау» (Festung Pillau-Division z.b.V. 607).

- 14-та піхотна дивізія (14. Infanterie-Division);
- 93-тя піхотна дивізія;
- 95-та піхотна дивізія;
- 551-ша фольксгренадерська дивізія;
- частини панцер-гренадерської дивізії «Гроссдойчланд» (Panzergrenadier-Division "Großdeutschland").